# Love Yourself: Answer
Love Yourself: Answer (cách điệu là LOVE YOURSELF 結 'Answer') là album tổng hợp tiếng Hàn thứ ba của nhóm nhạc nam Hàn Quốc BTS. Album được phát hành vào ngày 24 tháng 8 năm 2018 bởi Big Hit Entertainment và có 4 phiên bản khác nhau: S, E, L và F. Album bao gồm 25 bài hát (26 cho phiên bản kỹ thuật số), bao gồm 7 bài hát mới với "Idol" là bài hát chủ đề. Hầu hết các bài hát trong album được trích từ Love Yourself: Her và Love Yourself: Tear, bao gồm một số bản remix. Album ra mắt ở vị trí số 1 tại Hàn Quốc, Canada, Nhật Bản và Hoa Kỳ, trở thành album thứ hai của BTS đứng đầu bảng xếp hạng tại thị trường Mỹ.
Vào ngày 9 tháng 11 năm 2018, Love Yourself: Answer đã trở thành album tiếng Hàn đầu tiên nhận được chứng nhận Vàng tại Hoa Kỳ. Nó đã bán được 60,000 bản tại Anh, giúp BTS trở thành nghệ sĩ châu Á đầu tiên có album nhận được chứng nhận Bạc tại quốc gia này.
Tính đến tháng 2 năm 2021, album đã dành tổng cộng 98 tuần không liên tiếp trên bảng xếp hạng Billboard 200, điều này khiến nó trở thành album K-pop đầu tiên và duy nhất trụ trên bảng xếp hạng album chính của Billboard trong cả năm.

## Bối cảnh và phát hành
Answer được công bố lần đầu vào ngày 16 tháng 7 năm 2018, với 7 bài hát mới được thêm vào ngày kế tiếp. Album là phần cuối của loạt album Love Yourself, kết nối câu truyện với bộ phim ngắn Love Yourself 起 Wonder, mini album Love Yourself 承 'Her' và album phòng thu Love Yourself 轉 'Tear', tạo thành "起承轉結" (기승전결) (Kishōtenketsu), một cấu trúc tường thuật câu chuyện thành 4 đoạn bắt nguồn từ văn học Trung Quốc.

Hai nhân vật của Jin trong đoạn phim giới thiệu "Epiphany", đại diện cho một hành trình của cá nhân.

Vào ngày 6 tháng 8, Big Hit Entertainment đã phát hành một ghi chép của loạt album The Most Beautiful Moment in Life, một phần của một loạt các ghi chép hư cấu liên quan đến album của BTS, bắt đầu từ mini album năm 2015 The Most Beautiful Moment in Life, Pt. 1. Ghi chép này được viết bởi Jin, nói về việc anh tìm thấy một cuốn sổ tay được viết bởi cha mình. Cuốn sổ tay nói về những thất bại của người cha. Ba ngày sau, vào 9 tháng 8, đoạn giới thiệu cho album có bài hát mới mang tên "Epiphany", đã được phát hành. Phần độc tấu được Tamar Herman của Billboard miêu tả là một "giai điệu pop-rock", được Jin biểu diễn và nói về việc tìm kiếm tình yêu bản thân. Bài hát là một trong những bài của album. Đoạn trailer được đạo diễn bởi Yong-seok Choi (Lumpens), chứa nhiều phiên bản của Jin trong một căn phòng, kể câu chuyện về một hành trình cá nhân. Philip Merrill thuộc Viện hàn lâm Thu âm mô tả video có "cảm giác đi lùi và tiến, qua thời gian và qua các phiên bản khác nhau của bản thân". Nói về diễn xuất của Jin trong video, Hong Hye-min từ The Korea Times cho rằng đó là diễn một xuất tốt và đầy tình cảm, với "giọng nói buồn bã, tự nhiên" của Jin.
Ảnh quảng bá cho album gồm bốn chủ đề khác nhau, "S" và "E" được phát hành vào ngày 13 tháng 8, "L" và "F" vào ngày 16 tháng 8. Ảnh cho phhiên bản "S" chứa các yếu tố lấy cảm hứng từ Chủ nghĩa lãng mạn mới, với BTS ở trong các hộp màu đỏ được bao quanh bởi máy ảnh, mắt, tay và bộ khuếch đại. Phiên bản "E" chứa màu sáng, các thành viên BTS ngồi trong bong bóng chứa đầy các yếu tố thiên nhiên kỳ ảo. Phiên bản "L" và "F" sáng hơn, với các thành viên BTS mặc kết hợp giữa trang phục dạo phố retro gồm áo cộc tay. Ngoài ra, phiên bản "L" chứa hình ảnh đen trắng, được ghép với các bức ảnh sáng tương phản. Danh sách ca khúc chính thức được phát vào ngày 20 tháng 8, tiết lộ rằng đây sẽ là một album tổng hợp có chứa các bài hát từ Love Yourself: Her và Love Yourself: Tear, gồm tổng cộng hai 25 bài hát. Danh sách ca khúc cũng công bố các bản phối lại của "DNA", "Mic Drop" và "Fake Love". Vào ngày 22 tháng 8 năm 2018, đoạn giới thiệu cho "Idol" được phát hành. Vào ngày 24 tháng 8, hai giờ trước khi phát hành Love Yourself: Answer, Big Hit Entertainment thông báo rằng phiên bản thay thế của "Idol", "Idol" có Nicki Minaj hợp tác cùng, sẽ được đưa vào phiên bản kỹ thuật số (digital) của album. Sau đó, album được phát hành cùng với video âm nhạc cho "Idol". Một video âm nhạc cho phiên bản "Idol" có Nicki Minaj góp mặt vào sau đó đã được phát hành vào ngày 6 tháng 9 năm 2018.

## Sáng tác
Album liên quan đến một số chủ đề như tuổi trẻ, tình yêu và suy nghĩ, trong khi tâm trạng được thể hiện qua sự sống động, tự tin, đam mê và khao khát nhiều thứ khác. Album gồm nhiều thể loại nhạc pop.
Trong một cuộc phỏng vấn với Billboard, một số nhà sản xuất giúp xây dựng album đã nói lại suy nghĩ của họ về album. Nhà văn Melanie Fontana, người sản xuất "Euphoria", muốn đoạn điệp khúc bùng nổ với một thứ gì đó "tụng ca" hơn để đám đông cũng có thể dễ hát theo. Ray Michael Djan Jr. cho rằng bài hát "I'm Fine" là phản hồi cho bài hát trước đó mà anh viết có tên là "Save Me". Rất nhiều đoạn trống và bass xuất hiện trong "I'm Fine", ngoài ra họ cũng pha trộn nhiều âm thanh để tạo ra nó. Về ca khúc chủ đề "Idol", Ali Tamposi nói rằng muốn bài hát được cảm thấy mãnh liệt.

## Quảng bá

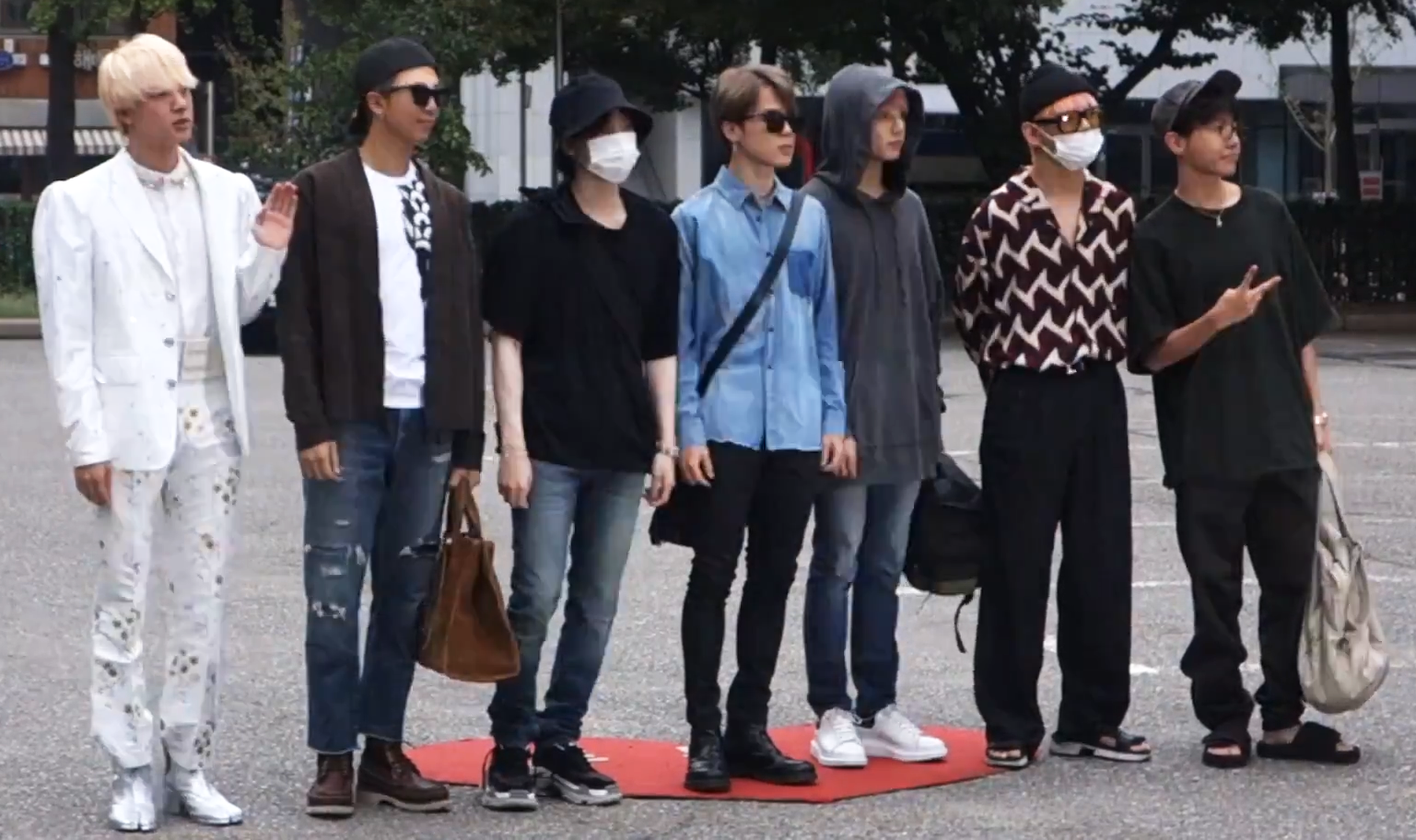
BTS đến Music Bank của KBS để biểu diễn vào ngày 31 tháng 8 năm 2018.

Vào 26 tháng 8 năm 2018, BTS đã tổ chức một cuộc họp báo thảo luận về album, với BTS World Tour: Love Yourself bắt đầu vào ngày trước đó. Họ đã biểu diễn "Idol" và "I'm Fine" trên các chương trình âm nhạc của Hàn Quốc trong tuần ngày 26 tháng 8 với các buổi biểu diễn được phát sóng vào tuần sau, họ đã biểu diễn trên M Countdown, Music Bank, Show!, Show! Music Core và Inkigayo. Một phiên bản ngắn của "Save Me" từ The Most Beautiful Moment in Life: Young Forever được xem là một đoạn giới thiệu trong buổi biểu diễn "I'm Fine" của nhóm trên M Countdown. BTS đã biểu diễn "Idol" tại Soribada Best K-Music Awards thứ hai của Soribada vào ngày 30 tháng 8, với "Fake Love" được hát cùng màn trình diễn encore.
Khi ở Hoa Kỳ cho chặng Bắc Mỹ của tour diễn Love Yourself, BTS đã biểu diễn "Idol" trong tập bán kết thứ hai của America's Got Talent, phát sóng ngày 12 tháng 9. Nhóm đã hát bài "Idol" trong chương trình The Tonight Show Starring Jimmy Fallon và Good Morning America vào ngày 25, 26 tháng 9, khi đang thực hiện một cuộc phỏng bấn. Một màn trình diễn bổ sung cho "I'm Fine" cũng đã được phát trên kênh YouTube của The Tonight Show!.
Vào ngày 1 tháng 10 năm 2018, có tin tức báo rằng BTS được lên kế hoạch để xuất hiện trên chương trình The Graham Norton Show của BBC vào ngày 12 tháng 10, thông tin nhanh chóng được Big Hit Entertainment xác nhận năm ngày sau đó.

## Đánh giá
| Đánh giá chuyên môn | Đánh giá chuyên môn |
| Nguồn đánh giá      | Nguồn đánh giá      |
| Nguồn               | Đánh giá            |
| ------------------- | ------------------- |
| SCMP                | [ 43 ]              |
| AllMusic            | [ 28 ]              |
| Clash Music         | 9/10                |
| Billboard           | thuận lợi           |

Love Yourself: Answer nhận được đánh giá tích cực từ các nhà phê bình. Nemo Kim từ South China Morning Post đã cho album 4/5 sao và nói: "Các rapper [BTS] thể hiện những khúc nhạc của họ trên các bài hát solo, ban nhạc gửi một thông điệp tới giới trẻ Hàn Quốc về tình yêu với bản thân, và "Idol" cho thấy trang phục truyền thống của họ và pha trộn pop với bộ gõ cổ xưa khi có sự góp mặt của Minaj", ca ngợi album là "mối liên kết với BTS như là vua của thể loại". Trong một bài đánh giá tích cực, Taylor Graffitiby của tạp chí Clash đã mô tả album là một "bức chân dung về những nỗi sợ hãi, sai lầm và suy nghĩ mà chúng ta gây ra cho chính mình". Tamar Herman của Billboard đã ca ngợi album, gọi nó là một "đỉnh cao của nhiều năm hoạt động đầy ý nghĩa", Answer không thể phủ nhận là một kiệt tác từ BTS mà bất cứ ít nghệ sĩ, nhóm nhạc nam nào hy vọng mình cũng đạt được".

## Giải thưởng
| Phê bình/công bố    | Giải thưởng | Xếp hạng | Tham khảo |
| ------------------- | --- | -------- | --------- |
| 20 minutos          | Album năm 2018 nên được chú ý (The Albums of 2018 That Should Not Go Unnoticed)                                | —        | [ 45 ]    |
| Billboard           | 20 Album K-Pop hay nhất năm 2018: Lựa chọn của nhà phê bình (The 20 Best K-pop Albums of 2018: Critics' Picks) | 1        | [ 46 ]    |
| Bravo               | 10 Album K-pop của năm (These are the ten best K-pop albums of the year)                                       | 1        | [ 47 ]    |
| City Pages          | Xếp hạng album số 1 của năm 2018 (Every #1 album from 2018, ranked)                                            | 16       | [ 48 ]    |
| DIY                 | Album của năm 2018 của DIY (DIY'S Albums Of the Year 2018)                                                     | 2        | [ 49 ]    |
| Rolling Stone India | 10 Album K-pop hay nhất năm 2018 (10 Best K-pop Albums of 2018)                                                | 1        | [ 50 ]    |
| The Spinnaker       | Top 10 album của năm của Spinnaker (Spinnaker's top 10 albums of the year)                                     | 3        | [ 51 ]    |
| Uproxx              | 20 Album Pop đáng nghe nhất 2018 (20 Must-Hear Pop Albums From 2018)                                           | 16       | [ 52 ]    |
| Yahoo!              | Album hay nhất năm 2018 (The best albums of 2018)                                                              | 8        | [ 53 ]    |
| Yardbarker          | 10 album pop hay nhất năm 2018 (The 10 best pop albums of 2018)                                                | —        | [ 54 ]    |

| Năm  | Tổ chức                       | Hạng mục                        | Kết quả   | T.k.                 |
| ---- | ----------------------------- | ------------------------------- | --------- | -------------------- |
| 2018 | MBC Plus X Genie Music Awards | Digital Album of the Year       | Đoạt giải | [ 55 ]               |
| 2018 | Korea Popular Music Awards    | Best Album                      | Đoạt giải | [ 56 ]               |
| 2019 | Golden Disc Awards            | Disk Bonsang                    | Đoạt giải | [ 57 ]               |
| 2019 | Golden Disc Awards            | Disk Daesang                    | Đoạt giải | [ 57 ]               |
| 2019 | Gaon Chart Music Awards       | Album of the Year – 3rd Quarter | Đoạt giải | [ 58 ] [ 59 ] [ 60 ] |
| 2019 | Korean Music Awards           | Album of the Year               | Đề cử     | [ 61 ]               |
| 2019 | Korean Music Awards           | Best Pop Album                  | Đề cử     | [ 61 ]               |
| 2019 | Japan Gold Disc Awards        | Best 3 Albums (Asia)            | Đoạt giải | [ 62 ]               |
| 2019 | Gaffa-Prisen Awards           | Best International Album        | Đoạt giải | [ 63 ] [ 64 ]        |
| 2019 | The Fact Music Awards         | Best Album                      | Đoạt giải | [ 65 ]               |

## Danh sách bài hát
Tổng hợp nhiều nguồn từ Spotify, Apple Music, Naver, Amazon Music và ASCAP.
| CD 1             | CD 1 | CD 1 | CD 1                       | CD 1       |
| STT              | Nhan đề | Sáng tác | Sản xuất                   | Thời lượng |
| ---------------- | --- | --- | -------------------------- | ---------- |
| 1.               | "Euphoria" (hát đơn bởi Jungkook)                                                                                               | Jordan "DJ Swivel" Young Candace Nicole Sosa Melanie Joy Fontana "hitman" bang Supreme Boi Adora RM                                                  | Jordan "DJ Swivel" Young   | 3:49       |
| 2.               | "Trivia 起: Just Dance" (hát đơn bởi J-Hope)                                                                                    | Hiss noise J-Hope | Hiss noise                 | 3:45       |
| 3.               | "Serendipity" (bản đầy đủ thời lượng) (hát đơn bởi Jimin)                                                                       | "hitman" bang Ray Michael Djan Jr. Slow Rabbit RM Ashton Foster                                                                                      | Slow Rabbit                | 4:37       |
| 4.               | "DNA" | "hitman" bang Pdogg RM KASS Suga Supreme Boi | Pdogg                      | 3:43       |
| 5.               | "보조개" (Bojogae / Dimple) (thực hiện bởi Jin, Jimin, V và Jungkook)                                                           | Allison Kaplan RM Matthew Tishler | Matthew Tishler Crash Cove | 3:16       |
| 6.               | "Trivia 承: Love" (hát đơn bởi RM)                                                                                              | Slow Rabbit RM Hiss noise | Slow Rabbit                | 3:46       |
| 7.               | "Her" (thực hiện bởi RM, SUGA và J-Hope)                                                                                        | SUGA RM Slow Rabbit J-Hope | SUGA Slow Rabbit           | 3:49       |
| 8.               | "Singularity" (hát đơn bởi V)                                                                                                   | RM Charlie J. Perry | Charlie J. Perry           | 3:17       |
| 9.               | "Fake Love" | "hitman" bang Pdogg RM | Pdogg                      | 4:02       |
| 10.              | "전하지 못한 진심" (cùng với Steve Aoki) (Jeonhaji mot-han jinsim / The Truth Untold) (thực hiện bởi Jin, Jimin, V và Jungkook) | Steve Aoki Noah Conrad RM Jake Torrey Annika Wells Roland Spreckley Slow Rabbit                                                                      | Steve Aoki                 | 4:02       |
| 11.              | "Trivia 轉: Seesaw" (hát đơn bởi Suga)                                                                                          | Slow Rabbit SUGA | Slow Rabbit SUGA           | 4:06       |
| 12.              | "Tear" (thực hiện bởi RM, Suga và J-Hope)                                                                                       | Shin Myung-soo DOCSKIM SUGA RM J-Hope | DOCSKIM                    | 4:45       |
| 13.              | "Epiphany" (hát đơn bởi Jin) | "hitman" bang Slow Rabbit Adora | Slow Rabbit                | 4:00       |
| 14.              | "I'm Fine" | Ray Michael Djan Lauren Dyson Ashton Foster Samantha Harper SUGA RM J-Hope Jung Bobby Yoon Guitar Jordan "DJ Swivel" Young Candace Nicole Sosa Pdogg | Pdogg                      | 4:00       |
| 15.              | "Idol" | "hitman" bang Roman Campolo Pdogg RM Supreme Boi Ali Tamposi                                                                                         | Pdogg                      | 3:43       |
| 16.              | "Answer: Love Myself" | Pdogg Jung Bobby Jordan "DJ Swivel" Young Candace Nicole Sosa RM SUGA J-Hope Ray Michael Djan Ashton Foster Conor Maynard                            | Pdogg                      | 4:11       |
| Tổng thời lượng: | Tổng thời lượng: | Tổng thời lượng: | Tổng thời lượng:           | 1:02:51    |

| CD 2             | CD 2                                                     | CD 2                                                                                                   | CD 2                                   | CD 2       |
| STT              | Nhan đề                                                  | Sáng tác                                                                                               | Sản xuất                               | Thời lượng |
| ---------------- | -------------------------------------------------------- | --- | -------------------------------------- | ---------- |
| 1.               | "Magic Shop"                                             | Jungkook Hiss noise RM DJ Swivel Candace Nicole Sosa SUGA J-Hope ADORA                                 | Jungkook Hiss noise ADORA              | 4:36       |
| 2.               | "Best of Me"                                             | Andrew Taggart Pdogg Ray Michael Djan Jr Ashton Foster Sam Klempner RM "hitman" bang SUGA J-Hope Adora | Andrew Taggart Pdogg                   | 3:46       |
| 3.               | "Airplane Pt. 2"                                         | Pdogg RM Ali Tamposi Liza Owens Roman Campolo "hitman" bang SUGA J-Hope                                | Pdogg                                  | 3:39       |
| 4.               | "고민보다 Go" (Gominboda Go / Go Go)                     | Pdogg "hitman" bang Supreme Boi                                                                        | Pdogg                                  | 3:55       |
| 5.               | "Anpanman"                                               | Pdogg Supreme Boi "hitman" bang                                                                        | Pdogg                                  | 3:54       |
| 6.               | "Mic Drop"                                               | Pdogg Supreme Boi "hitman" bang J-hope RM                                                              | Pdogg                                  | 3:57       |
| 7.               | "DNA" (bản phối của Pedal 2 LA)                          | Pdogg "hitman" bang KASS Supreme Boi SUGA RM                                                           | "hitman" bang DOCSKIM Khan Slow Rabbit | 4:07       |
| 8.               | "Fake Love" (bản phối của Rocking Vibe)                  | Pdogg "hitman" bang RM                                                                                 | Slow Rabbit                            | 3:58       |
| 9.               | "Mic Drop" (Steve Aoki phối lại) (bản đầy đủ thời lượng) | Pdogg Supreme Boi "hitman" bang J-hope RM                                                              | Steve Aoki                             | 5:08       |
| Tổng thời lượng: | Tổng thời lượng:                                         | Tổng thời lượng:                                                                                       | Tổng thời lượng:                       | 37:00      |

| Bài hát thêm cho phiên bản kỹ thuật số | Bài hát thêm cho phiên bản kỹ thuật số | Bài hát thêm cho phiên bản kỹ thuật số                                   | Bài hát thêm cho phiên bản kỹ thuật số | Bài hát thêm cho phiên bản kỹ thuật số |
| STT                                    | Nhan đề                                | Sáng tác                                                                 | Sản xuất                               | Thời lượng                             |
| -------------------------------------- | -------------------------------------- | ------------------------------------------------------------------------ | -------------------------------------- | -------------------------------------- |
| 10.                                    | "Idol" (cùng với Nicki Minaj)          | "hitman" bang Roman Campolo Pdogg RM Supreme Boi Ali Tamposi Onika Maraj | Pdogg                                  | 4:20                                   |

## Bảng xếp hạng
| Bảng xếp hạng (2018–20)                  | Vị trí cao nhất |
| ---------------------------------------- | --------------- |
| Album Úc (ARIA)                          | 9               |
| Album Áo (Ö3 Austria)                    | 14              |
| Album Bỉ (Ultratop Vlaanderen)           | 5               |
| Album Bỉ (Ultratop Wallonie)             | 24              |
| Album Canada (Billboard)                 | 1               |
| Album Đan Mạch (Hitlisten)               | 8               |
| Album Hà Lan (Album Top 100)             | 5               |
| Estonian Albums (Eesti Ekspress)         | 2               |
| Album Phần Lan (Suomen virallinen lista) | 5               |
| French Albums (SNEP)                     | 49              |
| Album Đức (Offizielle Top 100)           | 23              |
| Album Hungaria (MAHASZ)                  | 10              |
| Irish Albums (IRMA)                      | 15              |
| Italian Albums (FIMI)                    | 18              |
| Japan Hot Albums (Billboard)             | 1               |
| Japanese Albums (Oricon)                 | 1               |
| Mexican Albums (AMPROFON)                | 6               |
| Album New Zealand (RMNZ)                 | 11              |
| Album Na Uy (VG-lista)                   | 25              |
| Album Ba Lan (ZPAV)                      | 48              |
| Album Scotland (OCC)                     | 14              |
| South Korean Albums (Gaon)               | 1               |
| Spanish Albums (PROMUSICAE)              | 7               |
| Album Thụy Điển (Sverigetopplistan)      | 20              |
| Album Thụy Sĩ (Schweizer Hitparade)      | 13              |
| Album Anh Quốc (OCC)                     | 14              |
| UK Independent Albums (OCC)              | 7               |
| US Billboard 200                         | 1               |
| Album Hoa Kỳ Independent (Billboard)     | 1               |
| Album Hoa Kỳ Top Sales (Billboard)       | 1               |
| Album Hoa Kỳ World (Billboard)           | 1               |

| Bảng xếp hạng (2018)               | Vị trí |
| ---------------------------------- | ------ |
| Belgian Albums (Ultratop Flanders) | 105    |
| Dutch Albums (MegaCharts)          | 70     |
| Japanese Albums (Oricon)           | 14     |
| Mexican Albums (AMPROFON)          | 69     |
| South Korean Albums (Gaon)         | 1      |
| US Billboard 200                   | 85     |
| US Independent Albums (Billboard)  | 4      |
| US Top Album Sales (BuzzAngle)     | 18     |
| US World Albums (Billboard)        | 2      |
| Bảng xếp hạng (2019)               | Vị trí |
| Belgian Albums (Ultratop Flanders) | 135    |
| French Albums (SNEP)               | 189    |
| Hungarian Albums - Rank (MAHASZ)   | 20     |
| Hungarian Albums - Sales (MAHASZ)  | 45     |
| New Zealand Albums (RMNZ)          | 50     |
| South Korean Albums (Gaon)         | 14     |
| Spanish Albums (PROMUSICAE)        | 90     |
| US Billboard 200                   | 118    |
| US Independent Albums (Billboard)  | 4      |
| US World Albums (Billboard)        | 3      |
| Bảng xếp hạng (2020)               | Vị trí |
| Belgian Albums (Ultratop Flanders) | 130    |
| South Korean Albums (Gaon)         | 49     |
| US Billboard 200                   | 156    |

| Bảng xếp hạng (2018)                   | Vị trí cao nhất |
| -------------------------------------- | --------------- |
| Canada (Canadian Hot 100)              | 75              |
| Finland Digital Song Sales (Billboard) | 4               |
| French Downloaded Singles (SNEP)       | 45              |
| Hungary (Single Top 40)                | 6               |
| Japan Hot 100 (Billboard Japan)        | 36              |
| New Zealand Hot Singles (RMNZ)         | 12              |
| Scotland (Official Charts Company)     | 47              |
| Singapore (RIAS)                       | 28              |
| South Korea (Gaon)                     | 14              |
| South Korea (Kpop Hot 100)             | 3               |
| Sweden Digital Song Sales (Billboard)  | 8               |
| UK Download (OCC)                      | 47              |
| UK Independent Singles(OCC)            | 3               |
| US Bubbling Under Hot 100 (Billboard)  | 7               |
| US World Digital Songs (Billboard)     | 3               |

| Bảng xếp hạng (2018)               | Vị trí cao nhất |
| ---------------------------------- | --------------- |
| French Downloaded Singles (SNEP)   | 69              |
| Hungary (Single Top 40)            | 15              |
| South Korea (Gaon)                 | 24              |
| South Korea (Kpop Hot 100)         | 4               |
| UK Download (OCC)                  | 60              |
| US World Digital Songs (Billboard) | 6               |

## Chứng nhận và doanh số
| Quốc gia                                                                                             | Chứng nhận | Số đơn vị/doanh số chứng nhận |
| --- | ---------- | ----------------------------- |
| Đan Mạch (IFPI Đan Mạch)                                                                             | Vàng       | 10.000‡                       |
| Hungary (Mahasz)                                                                                     | Vàng       | 3.000‡                        |
| Nhật Bản (RIAJ)                                                                                      | Vàng       | 236,375                       |
| New Zealand (RMNZ)                                                                                   | Vàng       | 7.500‡                        |
| Singapore (RIAS)                                                                                     | Vàng       | 5.000*                        |
| Hàn Quốc (KMCA)                                                                                      | 2× Triệu   | 2,731,330                     |
| Anh Quốc (BPI)                                                                                       | Vàng       | 100.000‡                      |
| Hoa Kỳ (RIAA)                                                                                        | Bạch kim   | 199,865                       |
| * Chứng nhận dựa theo doanh số tiêu thụ. ‡ Chứng nhận dựa theo doanh số tiêu thụ và phát trực tuyến. |            |                               |

## Lịch sử phát hành
| Quốc gia | Ngày                | Định dạng                    | Hãng thu âm                     |
| -------- | ------------------- | ---------------------------- | ------------------------------- |
| Hàn Quốc | 24 tháng 8 năm 2018 | CD tải kỹ thuật số streaming | Big Hit iriver [ 147 ]          |
| Nhật Bản | 24 tháng 8 năm 2018 | CD tải kỹ thuật số streaming | Big Hit iriver Virgin [ 148 ]   |
| Hoa Kỳ   | 24 tháng 8 năm 2018 | CD tải kỹ thuật số streaming | Big Hit iriver Columbia [ 149 ] |
| Toàn cầu | 24 tháng 8 năm 2018 | Tải kỹ thuật số streaming    | Big Hit [ 6 ]                   |